# Desmodium perrottetii
Desmodium perrottetii är en ärtväxtart som beskrevs av Dc. Desmodium perrottetii ingår i släktet Desmodium och familjen ärtväxter. Inga underarter finns listade i Catalogue of Life.